# Paedophryne amauensis
Paedophryne amauensis este o specie de broaște din Papua Noua Guinee, descoperită în august 2009 și descrisă formal în ianuarie 2012. Cu o lungime de 7,7 mm, aceasta este cea mai mică vertebrată din lume.